# 7 novembre
Pour les articles homonymes, voir Sept-Novembre.
7 octobre 7 décembre
Chronologies thématiques
- Croisades
- Ferroviaires
- Sports
- Disney
- Anarchisme
- Catholicisme

Abréviations / Voir aussi
- (° 1852) = né en 1852
- († 1885) = mort en 1885
- a.s. = calendrier julien
- n.s. = calendrier grégorien
- Calendrier
- Calendrier perpétuel
- Liste de calendriers
- Naissances du jour

Le 7 novembre est le 311e jour de l'année du calendrier grégorien, 312e lorsqu'elle est bissextile (il en reste ensuite 54).
C'était généralement l'équivalent du 17 brumaire du calendrier républicain ou révolutionnaire français, officiellement dénommé jour du cresson.

## Événements

### Xesiècle
- 921 : signature du traité de Bonn, entre Charles le Simple et Henri l'Oiseleur.

### XVIIesiècle
- 1619 : Élisabeth Stuart est couronnée reine consort de Bohême.
- 1659 : signature du traité de paix des Pyrénées franco-espagnol.

### XVIIIesiècle
- 1733 : premier pacte de famille, confirmant l'alliance des différentes branches de la Maison de Bourbon régnant en Europe (France, Espagne, Parme).
- 1767 : prise d'Ayutthaya par le général Taksin.
- 1787 : édit de Versailles / "de tolérance", accordant un état-civil aux résidents français non-catholiques.

### XIXesiècle
- 1806 : bataille de Lübeck, victoire française sur les Prussiens. La ville, pourtant neutre, est pillée par les vainqueurs.
- 1811 : bataille de Tippecanoe, entre Américains et Amérindiens.
- 1861 : victoire d'Ulysses S. Grant, à la bataille de Belmont, pendant la guerre de Sécession.
- 1900 : bataille de Leliefontein, pendant la seconde guerre des Boers.

### XXesiècle
- 1917 : révolution d'Octobre en Russie (octobre du calendrier julien alors en vigueur là-bas, novembre dans le calendrier grégorien).
- 1918 : le roi Louis III de Bavière se réfugie en Autriche il est ainsi le premier des souverains allemands à quitter le pouvoir.
- 1931 : fondation de la République soviétique chinoise.
- 1944 :
  - troisième (ré)élection de Franklin Delano Roosevelt à la présidence des États-Unis, fait unique dans l'Histoire.
  - rédaction du Red House Report.
- 1961 : la France réalise son premier essai nucléaire souterrain.
- 1972 : réélection de Richard Nixon à la présidence des États-Unis.
- 1987 : Zine el-Abidine Ben Ali devient président de la République tunisienne, à la suite de son « coup d'État médical » contre Bourguiba.
- 1990 : élection de Mary Robinson à la présidence d'Irlande.

### XXIesiècle
- 2005 : Naypyidaw devient la nouvelle capitale de la Birmanie.
- 2018 : à Madagascar, élection présidentielle.
- 2019 : à Maurice, les élections législatives ont lieu, afin de renouveler les députés de l'Assemblée nationale au terme de leur mandat[1]. C'est le parti du Premier ministre Pravind Jugnauth qui l'emporte[2].
- 2020 : aux États-Unis, les votes de l'élection présidentielle prennent plusieurs jours à être comptés dans certains États fédérés, en raison notamment des bulletins de vote par correspondance, en pleine pandémie de covid19. Les résultats prennent ainsi plusieurs jours à être rendus publics dans le Nevada ou la Pennsylvanie, par exemple[3]. Associated Press[4], CNN[5] et Fox News[6] annoncent cependant « dès » ce jour la victoire de Joe Biden, quatre jours après la tenue « officielle » du scrutin « en présenciel ».
- 2021 : au Nicaragua, le président Daniel Ortega est réélu lors des élections générales une quatrième fois, avant même le dépouillement du scrutin puisque tous ses rivaux sérieux ont été placés en détention[7].

- 2023 : 
  - en Birmanie, une opération militaire est lancée en soutien à l'opération 1027 menée simultanément par d'autres forces rebelles en Birmanie[8],[9].
  - au Portugal, le Premier ministre António Costa (photo) annonce sa démission après avoir été cité dans une affaire de corruption[10].
- 2024 : en Allemagne, la coalition au pouvoir est rompue à la suite de désaccords économiques et budgétaires[11].

## Arts, culture et religion
- 680 : ouverture du troisième concile de Constantinople.
- 1665 : première parution du London Gazette.
- 2018 : le Prix Goncourt est attribué à Nicolas Mathieu pour son livre Leurs enfants après eux et le Renaudot à Valérie Manteau pour Le Sillon.
- 2023 : le Prix Goncourt récompense Jean-Baptiste Andrea pour Veiller sur elle et le Renaudot va à Ann Scott pour Les Insolents.

## Sciences et techniques
- 1492 : chute de la « météorite d'Ensisheim ».
- 1631 : première observation d'un transit de Mercure.

## Économie et société
- 1670 : en France et Bretagne, la (belle-)famille de Sévigné est maintenue dans sa noblesse, lors de la Réformation de ce jour.
- 1921 : début du procès « à grand spectacle » du tueur en série Désiré Landru.
- 1988 : 
  - le président français Mitterrand reçoit les princes britanniques Charles (son cousin alors non connu en tant que tel) et Lady Diana de passage à Paris.
  - L'animateur français Julien Lepers présente pour la première fois son jeu de culture générale "Questions pour un champion" sur la chaîne régionale FR3[12].
- 2001 : faillite de la Sabena, compagnie aérienne belge.
- 2012 : un séisme au Guatemala provoque la mort d'au moins 52 personnes.
- 2017 : le CSA français fait savoir qu'il entend couvrir, en trois ans, une trentaine de villes de plus de 200 000 habitants pour accueillir le DAB+[13].
- 2018 : aux États-Unis, une fusillade fait 13 morts à Thousand Oaks, en Californie.

## Naissances

### XVIesiècle
- 1598 : Francisco de Zurbarán, peintre espagnol († 27 août 1664).

### XVIIesiècle
- 1660 : Johann Ferdinand Adam von Pernau, ornithologue autrichien († 14 octobre 1731).
- 1687 : William Stukeley, archéologue britannique († 3 mars 1765).

### XVIIIesiècle
- 1712 : Antoine Choquet de Lindu, ingénieur de la Marine et architecte français († 7 octobre 1790).
- 1728 : James Cook, navigateur et explorateur britannique († 14 février 1779).
- 1759 : Jean-Antoine Rossignol, militaire français († 27 avril 1802).
- 1789 : Antoine Laurent Apollinaire Fée, pharmacien, botaniste et écrivain français († 21 mai 1874).

### XIXesiècle
- 1808 : Jean-Louis Gintrac, peintre, dessinateur et lithographe français († 20 juin 1886).
- 1810 : Ferenc Erkel, compositeur hongrois († 15 juin 1893).
- 1828 : Paul Baudry, peintre français († 17 janvier 1886).
- 1831 : Mélanie Calvat, religieuse française, témoin le 19 septembre 1846, de l'apparition de la Sainte Vierge Marie à La Salette en Isère († 15 décembre 1904).
- 1834 : Ernest Gagnon, organiste, compositeur, écrivain et historien québécois († 15 septembre 1915).
- 1838 : Auguste de Villiers de l'Isle-Adam, écrivain français († 18 août 1889).
- 1851 : Albert-Auguste Fauvel, explorateur et naturaliste français († 3 novembre 1909).
- 1855 : Edwin Herbert Hall, physicien américain († 20 novembre 1938).
- 1860 : Paul Peel, peintre canadien († 3 octobre 1892).
- 1867 : Marie Curie, physicienne et chimiste française, Prix Nobel de physique en 1903 et de chimie en 1911 († 4 juillet 1934).
- 1875 : Mikhaïl Kalinine (Михаил Иванович Калинин), homme politique soviétique, président du Præsidium du Soviet suprême de l'URSS de 1938 à 1946 († 3 juin 1946).
- 1878 : Élise « Lise » Meitner, physicienne autrichienne († 27 octobre 1968).
- 1879 : Léon Trotski (Лев Троцкий / Lev Davidovitch Bronstein dit), homme politique soviétique, plusieurs fois ministre († 21 août 1940).
- 1883 : Valerio Valeri, prélat italien († 22 juillet 1963).
- 1885 : Frank Knight, économiste américain († 15 avril 1972).
- 1886 : Aaron Nimzowitsch, grand-maître du jeu d'échecs letton († 16 mars 1935).
- 1888 : Chandrashekhara Venkata Râman (चन्द्रशेखर वेंकटरमन), physicien indien, Prix Nobel de physique en 1930 († 21 novembre 1970).
- 1894 : Paul Remy, spéléologue et zoologiste français († 19 mars 1962).
- 1896 : Esdras Minville, écrivain, économiste et sociologue québécois († 9 décembre 1975).
- 1897 : Herman J. Mankiewicz, scénariste et producteur américain († 5 mars 1953).
- 1900 : Robert Soblen, psychiatre américain, espion pour l'Union soviétique († 11 septembre 1962).

### XXesiècle
- 1903 :
  - Dean Jagger, acteur américain († 5 février 1991).
  - Konrad Lorenz, biologiste autrichien, prix Nobel de physiologie ou médecine en 1973 († 27 février 1989).
  - Grace Stafford, actrice américaine († 17 mars 1992).
- 1906 : 
  - Simonne Calary de Lamazière, femme politique française, femme du maréchal Jean de Lattre de Tassigny († 3 juin 2003).
  - Jean Leray, mathématicien français académicien ès sciences († 10 novembre 1998).
- 1911 : Maurice Choron, aviateur français († 10 avril 1942).
- 1913 : Albert Camus, homme de lettres français, prix Nobel de littérature en 1957 († 4 janvier 1960).
- 1915 : Philip Morrison, astrophysicien américain († 22 avril 2005).
- 1917 : Helen Suzman, femme politique sud-africaine († 1er janvier 2009).
- 1918 : 
  - Paul Aussaresses, parachutiste et général de l'armée française († 3 décembre 2013).
  - William Franklin « Billy » Graham, Jr., théologien et prédicateur américain († 21 février 2018).
- 1919 : Hans Lipschis, militaire allemand († 16 juin 2016).
- 1921 : Marie-Louise Kergourlay, résistante et militante française et bretonne († 6 octobre 2018).
- 1922 :
  - Alois Maxwell « Al » Hirt, trompettiste et chef d’orchestre américain († 27 avril 1999).
  - Androkli Kostallari, linguiste et journaliste albanais († 22 mars 1992).
- 1925 : William Wharton (Albert Du Aime dit), écrivain et peintre américain († 29 octobre 2008).
- 1926 :
  - Graeme Allwright, chanteur auteur-compositeur-interprète franco-néo-zélandais († 16 février 2020).
  - Joan Sutherland, cantatrice australienne († 10 octobre 2010).
- 1930 : 
  - Antonio Marchesano, homme politique uruguayen († 24 janvier 2019).
  - Greg Bell, athlète américain, champion olympique du saut en longueur.
- 1932 : Vladimir Volkoff, écrivain français († 14 septembre 2005).
- 1936 : Audrey McLaughlin, femme politique canadienne.
- 1937 : Mario Bettati, juriste français († 23 mars 2017).
- 1938 : Delecta « Dee » Clark, chanteur américain († 7 décembre 1990).
- 1941 : Angelo Scola, prélat italien.
- 1942 :
  - Stanisław Makowiecki, lutteur polonais († 4 février 2015).
  - Johnny Rivers (John Henry Ramistella dit), chanteur, guitariste et compositeur américain.
  - Maria-Rosa Rodriguez / Yana Chouri, actrice et chanteuse équatorienne et française.
  - André Vingt-Trois, prélat français († 18 juillet 2025).
- 1943 :
  - Stephen Greenblatt, enseignant universitaire, critique littéraire et théoricien de la littérature américain.
  - Joni Mitchell (Roberta Joan Anderson dite), chanteuse, instrumentiste et compositrice canadienne.
  - Michael Spence, économiste américain, prix Nobel d’économie en 2001.
- 1944 : Bob Windle, nageur australien, champion olympique.
- 1948 : Ivan Yarygin, lutteur soviétique, double champion olympique († 11 octobre 1997).
- 1951 : Murray Wilson, hockeyeur professionnel canadien.
- 1952 : Geraldo Alckmin, homme politique brésilien.
- 1953 : Aleksandr Romankov, fleurettiste soviétique champion olympique et du monde.
- 1954 : 
  - Raphaël Jerusalmy, écrivain français.
  - Jean-Christophe Lagleize, prélat français.
- 1955 : Jacques Martial, acteur français
- 1956 : Agnès Maltais, femme politique québécoise.
- 1959 : Tina Kieffer, journaliste française.
- 1960: Christine Maria Jasch, économiste, auteure et expert-comptable autrichienne.
- 1962 : Lee Kyung-keun, judoka sud-coréen champion olympique.
- 1963 : Franck Dubosc, humoriste français.
- 1964 : Dana Plato, actrice américaine († 8 mai 1999).
- 1965 : Sigrun Wodars, athlète est-allemande, championne olympique sur 800 m.
- 1967 :
  - David Guetta, musicien français.
  - Marc Hottiger, footballeur suisse.
  - Sharleen Spiteri, coiffeuse puis chanteuse britannique écossaise d'origines maltaise, italienne et française du groupe Texas fondé en 1986[14].
- 1968 : 
  - Antonella Bellutti, cycliste italienne double championne olympique.
  - Michel Pavon, footballeur français.
- 1969 : Hélène Grimaud, pianiste française.
- 1970 : 
  - Morgan Spurlock, réalisateur américain.
  - Marc Rosset, joueur de tennis suisse.
- 1972 :
  - Jason London, acteur américain.
  - Jeremy London, acteur américain.
- 1973 : Kim Yoon-jin (김윤진), actrice américano-sud-coréenne.
- 1975 : Raphaël (Raphaël Haroche dit), chanteur français.
- 1976 : 
  - Melyssa Ford, mannequin et actrice canadienne
  - Mark Philippoussis, joueur de tennis australien.
- 1977 : Bertrand Puard, romancier français.
- 1978 : Tomoya Nagase, chanteur japonais.
- 1979 : Rafael de Julia (Rafael Rodríguez Escribano dit), matador espagnol.
- 1980 : Gervasio Deferr, gymnaste espagnol, double champion olympique.
- 1982 : Pascal Leclaire, hockeyeur québécois.
- 1984 : Mouad Ben-Chaib, acteur néerlandais d'origine marocaine.
- 1985 : Maryam Monsef, femme politique canadienne.
- 1986 : Jérémy Cadot, fleurettiste français.
- 1987 : Frédéric Vaccari, joueur de rugby à XIII français.
- 1988 :
  - Alexandr Dolgopolov (Олександр Олександрович Долгополов), joueur de tennis ukrainien.
  - Élena Mousikoú, archère chypriote.
  - Tinie Tempah (Patrick Okogwu dit), chanteur britannique.
  - Reid Ewing, acteur américain.
- 1989 : Sonny Gray, joueur de baseball américain.
- 1990 : David de Gea, footballeur espagnol.
- 1992 : Agnès Raharolahy, athlète de sprint française.
- 1993 :
  - Jürgen Locadia, footballeur néerlandais.
  - Tan Ya-ting (谭雅婷), archère taïwanaise.

### XXIesiècle
- 2001 : Amybeth McNulty, actrice irlando-canadienne.

## Décès

### VIIesiècle
- 644 : Omar ibn al-Khattâb (عمر بن الخطاب), second calife de l'islam (° 584).

### XIXesiècle
- 1801 : François-Alexis Davoust, homme politique français (° 30 août 1727).
- 1837 : Elijah Parish Lovejoy militant abolitionniste américain (° 9 novembre 1802).
- 1876 : Abraham Johannes Zeeman, peintre de l'école hollandaise (° 5 septembre 1811).
- 1886 : Louis Dupuy de Belvèze, homme politique français (° 11 février 1809).

### XXesiècle
- 1909 : Gustav Selve, industriel allemand (° 28 février 1842).
- 1913 : Alfred Russel Wallace, naturaliste britannique (° 8 janvier 1823).
- 1929 : John Francis Young, soldat canadien, récipiendaire de la croix de Victoria (° 14 janvier 1893).
- 1930 : Alexis-Armand Charost, prélat français (° 14 novembre 1860).
- 1944 : 
  - Max Bergmann, chimiste germano-américain (° 12 février 1886).
  - Fernand Charpin, acteur français (° 30 mai 1887).
  - Richard Sorge, espion germano-soviétique (° 4 octobre 1895).
- 1951 : Eugène Villon, peintre français (° 26 décembre 1879).
- 1952 : Gaston Clémendot, syndicaliste français (° 8 novembre 1868).
- 1954 : Chan Nak (ចាន់ ណាក), homme politique cambodgien, Premier ministre du Cambodge de 1953 à 1954 (° 27 mai 1892)
- 1959 : 
  - Alberto Guerrero, pianiste chilien naturalisé canadien (° 6 février 1886).
  - Victor McLaglen, acteur américain (° 10 décembre 1886).
- 1962 : Eleanor Roosevelt, diplomate américaine, veuve du président Franklin Delano Roosevelt (° 11 octobre 1884).
- 1976 : Tatiana Gnédich, traductrice et poétesse russe (° janvier 1907).
- 1978 : James Joseph « Gene » Tunney, boxeur américain (° 25 mai 1897).
- 1980 : Terence Steven « Steve » MacQueen, acteur américain (° 24 mars 1930).
- 1982 : Léo Mirkine photographe français d'origine ukrainienne, spécialisé dans le cinéma (° 9 juillet 1910)
- 1983 : 
  - Umberto Mozzoni, prélat argentin (° 29 juin 1904).
  - Germaine Tailleferre, compositrice française (° 19 avril 1892).
- 1984 : Marcel Barbu, homme politique français (° 17 octobre 1907).
- 1990 : 
  - Lawrence Durrell, écrivain britannique (° 17 février 1912).
  - Hugh MacLennan, écrivain, journaliste et enseignant québécois (° 20 mars 1907).
- 1991 : Gaston Monnerville, homme politique français (° 2 janvier 1897).
- 1992 : 
  - Alexander Dubček, homme politique tchécoslovaque (° 27 novembre 1921).
  - Jack Kelly, acteur américain (° 16 septembre 1927).
- 1993 : Charles Aidman, acteur américain (° 21 janvier 1925).
- 1994 : Shorty Rogers (Milton Rajonsky dit), trompettiste, arrangeur et chef d’orchestre de jazz américain (° 14 avril 1924).
- 1996 : 
  - André Brunet, homme politique français (° 28 novembre 1925).
  - Mario Cusson, boxeur québécois (° 17 février 1961).
- 1997 : Paul Ricard, industriel français (° 9 juillet 1909).
- 1998 : 
  - Francis Bott, peintre allemand (° 8 mars 1904).
  - Agenore Fabbri, sculpteur et peintre italien (° 20 mai 1911).
  - Gustave Malécot, mathématicien français (° 28 décembre 1911).
  - Elisa Ruis, actrice française (° 13 novembre 1917)
- 2000 : Ingrid de Suède, fille du roi Gustave VI Adolphe, reine de Danemark, veuve du roi Frédéric IX, mère de la reine Margrethe II (° 28 mars 1910).

### XXIesiècle
- 2002 : Rudolf Augstein, journaliste, éditeur et homme politique allemand (° 5 novembre 1923).
- 2004 : 
  - Serge Adda, homme de télévision français (° 19 septembre 1948).
  - Eddie Charlton, joueur de snooker australien (° 31 octobre 1929).
  - Howard Keel, acteur et chanteur américain (° 13 avril 1919).
- 2006 :
  - Guy Degrenne, industriel français (° 3 août 1925).
  - Paul Pernin, homme politique français (° 30 octobre 1914).
  - John Franklin « Johnny » Sain, joueur de baseball américain (° 27 septembre 1917).
  - Jean-Jacques Servan-Schreiber, journaliste, essayiste et homme politique français (° 13 février 1924).
- 2007 : 
  - Mohammed Taoud, chef d'orchestre marocain et maître de la musique arabo-andalouse (° 1928).
  - Lucien Bonnet, footballeur français (° 27 novembre 1933).
- 2008 : 
  - Amulette Garneau, comédienne canadienne (° 11 août 1928).
  - Jody Reynolds, chanteur, guitariste et compositeur américain (° 3 décembre 1932).
  - Francine Ségeste, poétesse, écrivaine et peintre française (° 13 octobre 1935).
- 2009 : Hans-Busso von Busse, architecte allemand (° 7 mai 1930).
- 2010 : Oscar Gross Brockett, historien du théâtre américain (° 23 avril 1923).
- 2011 : Joseph William « Joe » Frazier, boxeur américain (° 12 janvier 1944).
- 2013 : Manfred Rommel, homme politique allemand, maire de Stuttgart de 1974 à 1996, fils d'Erwin Rommel (° 24 décembre 1928).
- 2014 : 
  - Françoise Graton, actrice québécoise (° 4 juin 1930).
  - Maurice Tournade, journaliste et caricaturiste français (° 1er avril 1925).
- 2015 : Steve Fiset, auteur-compositeur-interprète québécois (° 15 décembre 1946).
- 2016 :
  - Genjirō Arato (荒戸 源次郎), acteur, producteur et réalisateur japonais (° 10 octobre 1946).
  - Leonard Cohen, auteur-compositeur-interprète, musicien, poète, romancier et peintre canadien (° 21 septembre 1934).
  - Janet Reno, femme politique et avocate américaine, procureure générale de 1993 à 2001 (° 21 juillet 1938).
- 2018 : Francis Lai, compositeur et musicien français de B.O., génériques et chansons (° 26 avril 1932).
- 2020 :
  - Cándido Camero, percussionniste, joueur de bongo, congas, contrebasse cubain (° 22 avril 1921).
  - Cyril Colbeau-Justin, producteur français (° 28 septembre 1970).
  - John Fraser, acteur écossais (° 5 mars 1936).
  - Abdelkader Guerroudj, militant communiste et anticolonialiste algérien (° 26 juillet 1928).
  - Bones Hillman, bassiste néo-zélandais (° 7 mai 1958).
  - Pierre Lataillade, homme politique français (° 27 avril 1933).
  - Rina Macrelli, scénariste, écrivain et présentatrice de télévision italienne (° 2 septembre 1929).
  - Jean-Marie Mérigoux, prêtre catholique dominicain français (° 27 janvier 1938).
  - Edward J. Perkins, diplomate américain (° 8 juin 1928).
  - Jonathan Sacks, rabbin, professeur et lord britannique (° 8 mars 1948).
  - Shkëlqim Troplini, lutteur albanais (° 1er octobre 1966).
- 2021 :
  - Lioudmila Belavenets, joueuse d'échecs soviétique, puis russe (° 7 juin 1940).
  - Hélène Charbonneau, bibliothécaire canadien (° 19 septembre 1929).
  - Robert Gouzien, écrivain et poète français (° 23 février 1950).
  - Carmen Laffón, peintre et sculptrice espagnole (° 8 octobre 1934).
  - Silvio Laurenzi, costumier et acteur italien (° 20 mai 1936).
  - Jacques Limouzy, homme politique français (° 29 août 1926).
  - Igor Nikulin, athlète soviétique puis russe spécialiste du lancer du marteau (° 14 août 1960).
  - Dean Stockwell, acteur américain (° 5 mars 1936).
- 2022 : 
  - Michel Bühler : chanteur, écrivain, acteur, poète, compositeur, dramaturge et enseignant suisse (° 30 avril 1945).
  - Chrysostome II de Chypre (Χρυσόστομος Β΄ ou Chrysostomos B, né Herodotos Dimitriou ou Ηρόδοτος Δημητρίου), primat orthodoxe chypriote (° 10 avril 1941).
  - Philippe Corentin, auteur et illustrateur français (° 16 février 1936).
  - Eamonn Darcy, footballeur international irlandais (° 3 mars 1933).
  - Nigel Jones, homme politique britannique (° 30 mars 1948).
  - Brian O'Doherty, critique d'art, artiste et écrivain irlandais (° 4 mai 1928).
  - Leslie Phillips, acteur et producteur britannique (° 20 avril 1924).
  - Louise Robert, peintre expressionniste canadienne (° 13 décembre 1941).
  - Éva Szabó, joueuse de tennis hongroise (° 30 octobre 1945).
  - Pilar Valero, basketteuse espagnole (° 27 mai 1970).
- 2023 :
  - Frank Borman, astronaute américain (° 14 mars 1928).
  - Aloisio Butonidualevu, joueur international de rugby à XV fidjien (° 21 octobre 1983).
  - Werner Carobbio, personnalité politique suisse (° 10 novembre 1936).
  - Alain Estève, joueur de rugby à XV français (° 15 septembre 1946).
  - Igor Judge, juge et chef de la magistrature anglais (° 19 mai 1941).
  - Maso Karipe,  homme d'affaires et politique papou-néo-guinéen (° ).
  - Mário Moinhos, footballeur international portugais (° 13 mai 1949).
  - Rajak Ohanian, photographe français (° 11 octobre 1933).
  - Federico Sacchi, footballeur international argentin (° 4 septembre 1936).
  - Albert Strickler, poète, écrivain et éditeur français (° 22 mai 1955).
  - Dev Virahsawmy, homme politique, dramaturge, poète et linguiste mauricien (° 16 mars 1942).
- 2024 :
  - Jürgen Becker, écrivain allemand (° 18 juillet 1932).
  - Jacques Renoir, photographe et directeur de la photographie français (° 30 décembre 1942).

## Célébrations
- Association des écrivains panafricains, ou Pan African Writers' Association (PA.W.A.) (en) : journée internationale de l'écrivain africain[15].

- Argentine : día del periodista deportivo / « journée de la presse sportive »[16].
- Bangladesh : national revolution and solidarity day / « journée nationale de la révolution et de la solidarité »[17].
- Biélorussie (Europe) : jour de la révolution d'Octobre (dernier pays où la révolution d'Octobre est encore commémorée ouvertement)[18].Le sarcophage de Saint Willibrord à Echternach au grand-duché de Luxembourg
- Canada : journée des Inuits[19].

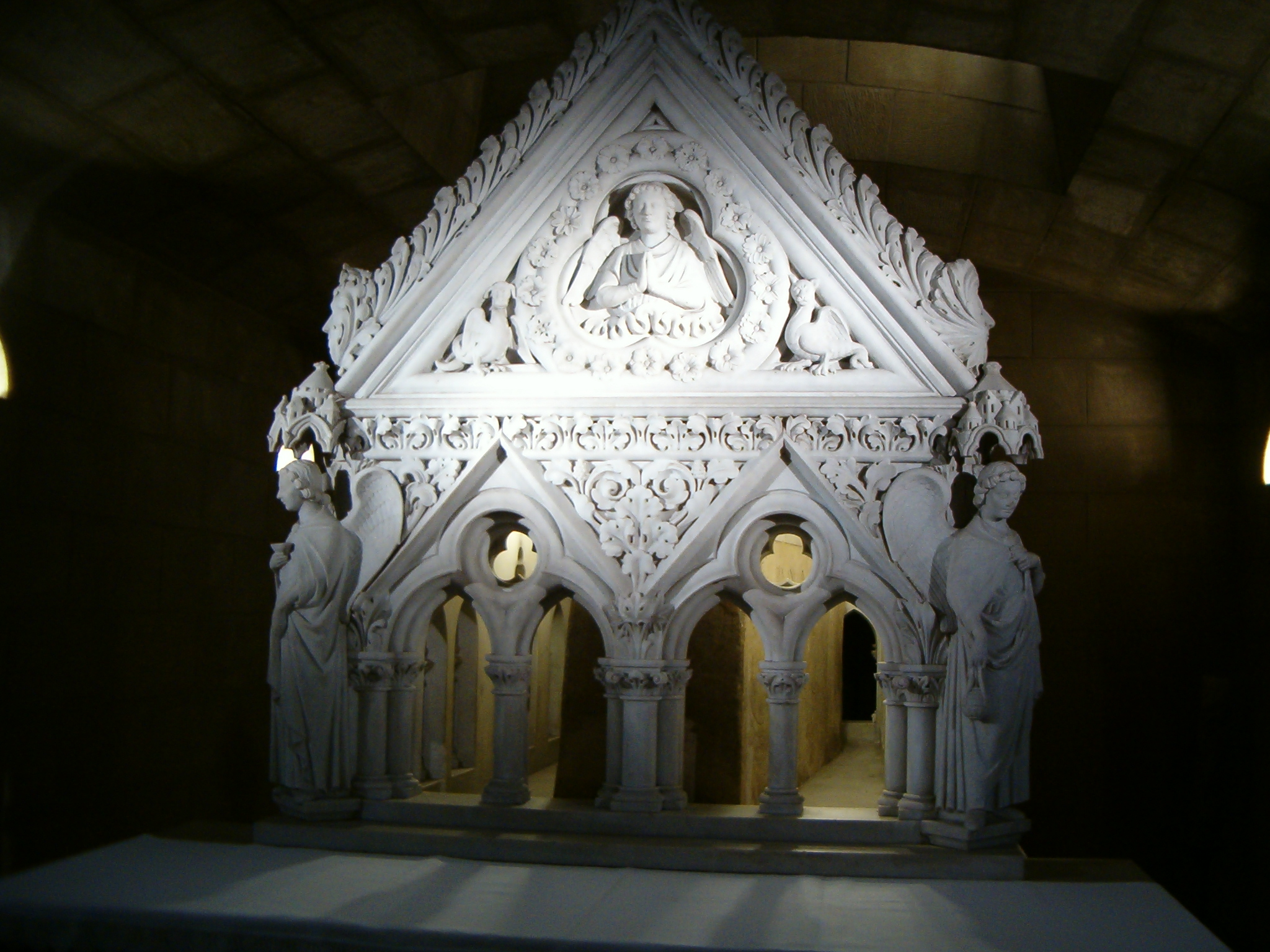
Le sarcophage de Saint Willibrord à Echternach au grand-duché de Luxembourg

- France : journée nationale de lutte contre le harcèlement scolaire[20].
- Kirghizistan : journées de l'histoire et de la mémoire ancestrales (7 et 8 novembre)[21].
- Luxembourg : fête de saint Willibrord d'Utrecht, saint patron du Grand Duché (photographie de son sarcophage ci-contre).
- Russie (ex-URSS surtout) : jour du défilé militaire de la révolution d'''octobre'' de 1941 sur la place Rouge à Moscou (ru).

### Saints des Églises chrétiennes

#### Catholiques et orthodoxes
Saints du jour, :
- Agmer (VIIe siècle), évêque de Senlis.
- Amandin (?), saint auvergnat.
- Amarant (ca) ou Amaranthus d'Albi († vers 260, ° a priori au IIIe siècle), prédicateur chrétien, évangélisateur de l'Albigeois en Occitanie.
- Athenodore († 269), évêque d'Asie mineur.
- Baud (VIe siècle), Évêque de Tours.
- Blinvilet (Xe siècle), évêque de Vannes.
- Carine d'Ancyre († 362), martyre sous l'empereur Julien, avec son époux saint Mélasippe et leur fils saint Antoine, à Ancyre, aujourd'hui Ankara.
- Congar (VIe siècle), Abbé d'origine galloise.
- Florent de Strasbourg († vers 660), évêque.
- Gertrude de Remiremont († 672), moniale dans les Vosges.
- Herculan († 547), Évêque de Pérouse.
- Hiéron, Nicandre, Hésyque et leurs compagnons (IVe siècle), Martyrs à Mélitine en Arménie.
- Raverein († 682), évêque.
- Restitut (Ier siècle), Aveugle de l'Évangile et premier évêque du Tricastin
- Ruf de Metz (IVe siècle), évêque.
- Trémeur (VIe siècle), saint breton.
- Willibrord d'Utrecht († 739), archevêque et apôtre des Frisons.

#### Saints et bienheureux des Églises catholiques
Saints et béatifiés du jour :
- Antoine Baldinucci († 1717), bienheureux jésuite italien.
- Engelbert II de Berg († 1225) — ou « Englebert de Cologne » —, comte de Berg, assassiné par son cousin Frédéric d'Isenberg[24].
- Ernest († 1147), Abbé de Zwiefalten
- François Palau y Quer — ou « François de Jésus-Marie-Joseph » — († 1872), bienheureux prêtre, carme espagnol.
- Hyacinthe Castañeda († 1773), Prêtre dominicain espagnol martyr au Tonkin.
- Lucie de Settefonti (XIIe siècle), bienheureuse moniale italienne.
- Pierre Wu Guosheng († 1814), laïc chinois converti au catholicisme, premier martyr chrétien natif de Chine.
- Vincent Lê Quang Liêm († 1773), Prêtre dominicain vietnamien martyr au Tonkin.
- Vicente Nicasio Renuncio Toribio et ses compagnons († 1936), bienheureux religieux espagnols - Martyrs de la guerre d'Espagne.
- Vincent Grossi († 1917), prêtre italien.

#### Saints orthodoxes
Outre les saints œcuméniques voire pré-schismatiques ci-avant, aux dates éventuellement différentes dans les calendriers julien, orientaux...
- Lazare le Thaumaturge († 1054), Ermite au mont Galision, près d'Éphèse.

### Prénoms
Bonne fête aux Carine et ses variantes : Carina, Karen voire Keren(n), Karin, Karina, Karine, Karyn, Karyna, Karyne.
Et aussi aux :
- Amarant, Amarant(h)us ;
- Blenlived et ses variantes autant bretonnes dont Blevileguet etc.
- Aux Engelbert et ses variantes : Angilbert, Engilbert, Enjalbert et Englebert.
- Aux Ernest et ses variantes masculines : Ern, Ernesto, Ernie, Erno et Ernst ; et féminines : Erna, Ernesta, Erneste, Ernestina et Ernestine.
- Aux Herculan.

## Traditions et superstitions

### Dicton du jour
« À la saint-Ernest, abats les pommes qui te restent. » (dicton de Normandie)

### Astrologie
- Signe du zodiaque : 16e jour du Scorpion.

## Toponymie
Les noms de plusieurs voies, places, sites ou édifices de pays ou régions francophones contiennent cette date en différentes graphies francophones : voir Sept-Novembre .